# NCT DREAM
NCT DREAM是韓國SM娛樂於2016年推出的韓國男子組合，為NCT的第三支分队及第二支固定分隊。NCT DREAM為NCT的10代青少年聯合隊，組合的定位與概念主要呈現10代特有的新鮮、活潑的能量和多樣的魅力。
組合由Mark、仁俊、Jeno、楷燦、渽民、辰樂、志晟七位成員組成，由Mark擔任隊長。出道當時皆為14到17歲的青少年，年齡平均只有15.6歲。2016年8月25日，以數位單曲《Chewing Gum》出道。組合曾採20歲（韓國年齡）即畢業的模式，成員Mark於2018年12月31日從組合中畢業。2020年4月29日宣布正式取消畢業制度，Mark回歸，组合继续以七位成員的形式活動。
2017年2月14日，憑藉《My First and Last》於SBS MTV《THE SHOW》獲得出道後首個一位。2021年5月，憑藉正規一輯《Hot Sauce》晉升最年輕的百萬銷量歌手，成為韓國大眾音樂史上首個以首張正規專輯達成百萬銷量的團體，被媒體稱作為“K-Pop早期教育成功事例”。2022年3月28日，正規二輯《Glitch Mode》預購銷量203萬，突破正規一輯《Hot Sauce》預購紀錄。
2023年正規三輯《ISTJ》預購更達420萬張，成為SM娛樂旗下有史以來預購及首週銷量最高的偶像團體，亦為Kpop史上均齡最年輕的單張專輯初動三百萬銷量男團。

## 成員列表
- 名字粗體為隊長。

| 成員列表 | 成員列表 | 成員列表 | 成員列表 | 成員列表 | 成員列表               | 成員列表                              | 成員列表 |
| 藝名     | 藝名     | 藝名     | 本名     | 本名     | 本名                   | 出生日期／出生地點                    |          |
| 中文     | 英文     | 韓文     | 中文     | 韩文     | 英文／羅馬拼音         | 出生日期／出生地點                    |          |
| -------- | -------- | -------- | -------- | -------- | ---------------------- | ------------------------------------- | -------- |
| [ 註 2 ] | MARK     |          | 李敏形   |          | Mark Lee Lee Min-Hyung | 1999年8月2日 · 加拿大安大略省多倫多市 |          |
| 仁俊     | RENJUN   |          | 黄仁俊   |          | Huang Ren-Jun          | 2000年3月23日 · 中国大陆吉林省吉林市  |          |
| [ 註 3 ] | JENO     |          | 李帝努   |          | Lee Je-No              | 2000年4月23日 · 仁川廣域市            |          |
| 楷燦     | HAECHAN  |          | 李東赫   |          | Lee Dong-Hyuk          | 2000年6月6日 · 首爾特別市             |          |
| 渽民     | JAEMIN   |          | 羅渽民   |          | Na Jae-Min             | 2000年8月13日 · 全羅北道全州市        |          |
| 辰樂     | CHENLE   |          | 钟辰樂   |          | Zhong Chen-Le          | 2001年11月22日 · 中国大陆上海市黃浦区 |          |
| 志晟     | JISUNG   |          | 朴志晟   |          | Park Ji-Sung           | 2002年2月5日 · 首爾特別市江北區彌阿洞 |          |

- Mark於2018年12月31日毕业，2020年4月29日归队。

## 大事記

### 2016年：出道、首張數位單曲

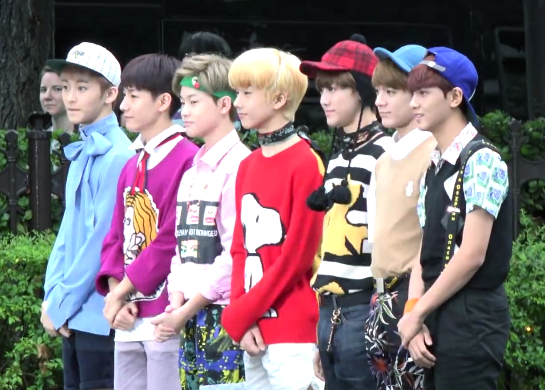
NCT DREAM於2016年8月26日的音樂銀行

2016年1月27日，SM娛樂創始人李秀滿在三成洞SMTOWN@coexartium做了名為《SMTOWN: New Culture Technology 2016》的演講。李秀滿首次公開了今年將要推出的SM大型新人男團NCT。NCT是“Neo Culture Technology”的首字母縮寫，是一組具有開放性、無限擴張性、成員無上限的男子組合。NCT作為品牌，今後將在全世界各大城市依次推出組合，展開不同形式的小分隊進行活動。此前，七位NCT DREAM成員中已有五位已通過SM娛樂預備明星組合SM ROOKIES亮相，並活躍地在正式出道前進行活動，而其中Mark和楷燦已在7月7日以NCT 127成員身份率先出道。
8月19日，SM娛樂公佈NCT第三組子團NCT DREAM將於8月24日發表出道曲的消息，隨後將於8月25日在《M! Countdown》進行出道舞台，並公佈志晟和辰樂的概念照。8月20日，公佈Jeno和楷燦的概念照。8月21日，公佈Mark和仁俊的概念照。8月22日，公佈渽民的概念照。8月24日，SM娛樂公開NCT DREAM數位單曲《Chewing Gum》韓文版與中文版的MV。8月25日，NCT DREAM當天在《M! Countdown》正式出道。

### 2017年：首張單曲專輯、迷你一輯、初一位
2月1日，官方公開NCT DREAM即將在2月9日發行首張單曲專輯《The First》，而成员渽民因腰傷而不參與本次專輯活動，暫時以6人體制活動。2月9日，公開主打歌〈My First and Last〉韓文版與中文版MV，及發布全專音源。2月14日，在SBS MTV《THE SHOW》，凭借〈My First and Last〉獲得出道后首个一位。
8月9日，SM娛樂透過官方網站宣布NCT DREAM將於8月17日以首張迷你專輯《We Young》回歸。8月17日，公开主打歌〈We Young〉韓文版MV及全专音源。8月18日，發布《We Young》中文版MV。

### 2018年：NCT 2018企劃、迷你二輯、Mark畢業
1月15日，SM娛樂宣布NCT將於上半年以新的大型企劃「NCT 2018」回歸樂壇。2月6日，全體NCT成員通過V Live直播宣布回歸，集合各個分隊包括NCT DREAM將於三月份共同發行NCT首張正規專輯《NCT 2018 Empathy》。3月2日，宣佈回歸企劃第二組小分隊為NCT DREAM；5日，公開新曲《GO》的MV。
8月13日，NCT官方Facebook分享了一則圓形的幾何影片預告，宣布了NCT下半年的回歸計畫，並分享了同一張圖片，在不同的點分別壓上「2018」、「dream」、「127」和「？」字體。8月16日，官方宣布NCT DREAM將於9月3日攜迷你專輯《We Go Up》回归；8月30日，公開同名主打歌〈We Go Up〉的MV；同日宣布成員Mark即將從組合中畢業，新專輯也就是他在NCT DREAM最後發表的專輯。
9月3日，發行第二張迷你專輯《WE GO UP》，並以展開一系列打歌活動。组合憑藉該專輯在Synnara、Hottracks等各大專輯銷量榜上取得了一位，在Billboard世界專輯排行榜上排名第5 ，在iTunes綜合專輯榜获15個區域1位，并取得中國蝦米音樂綜合榜1位，並作為亞洲歌手唯一登上了美國Billboard選定的〈21 Under 21 2018: Music's Next Generation〉
和入選美國時代周刊〈2018年最具影響力青少年25〉。
10月29日至31日，以及12月1日至5日，分別在首爾三成洞SMTOWN@coexartium的SMTOWNTHEATRE舉辦音樂綜藝秀〈NCT DREAM SHOW〉和〈NCT DREAM SHOW #2〉，完美結束10場演出；12月31日，成員Mark正式從組合中畢業。

### 2019年：迷你三辑、首次巡演〈The Dream Show〉

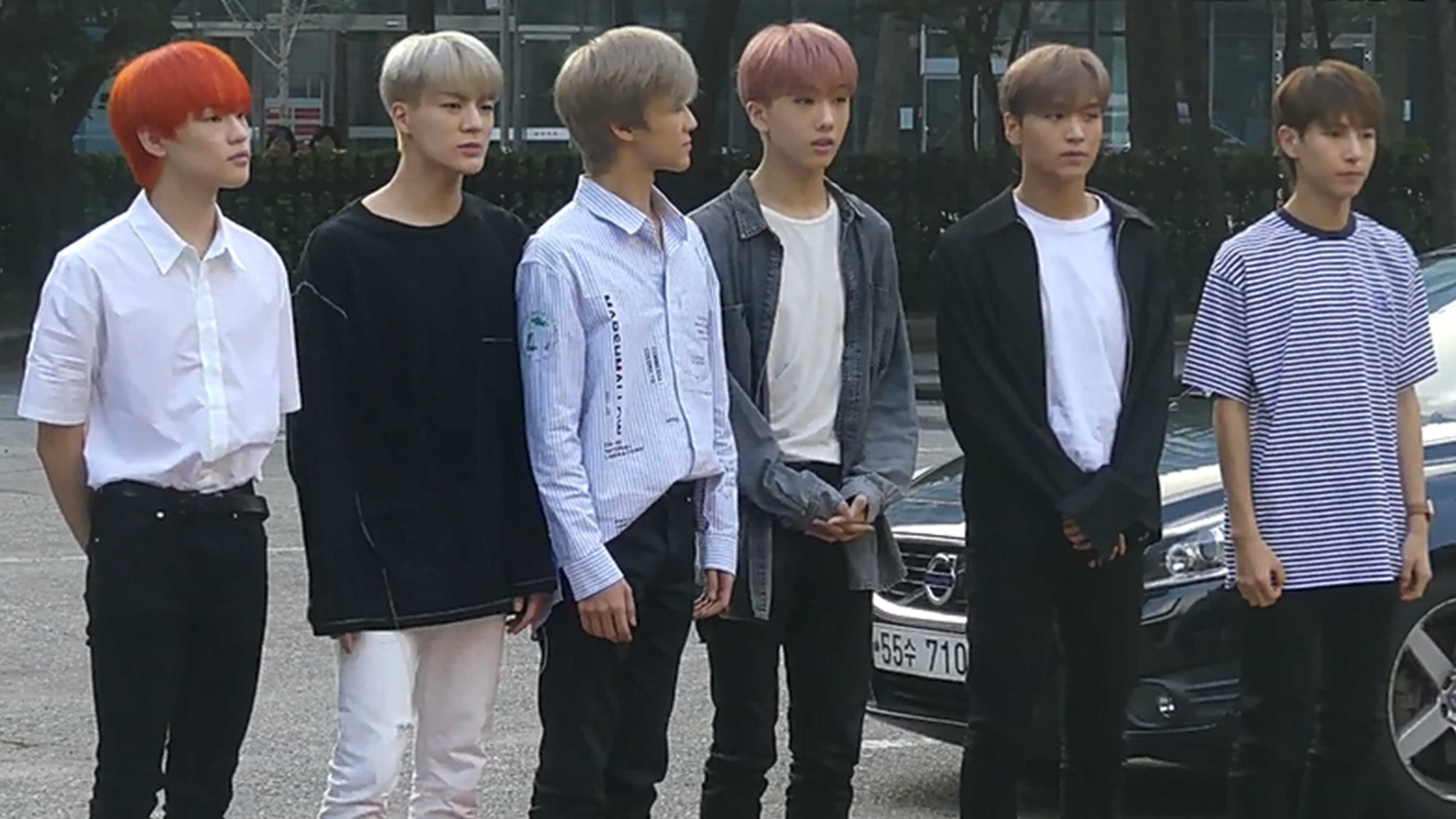
NCT DREAM於2019年8月2日的音樂銀行

7月11日，NCT DREAM被選為世界童軍基金會首個全球宣傳大使。7月15日，公開與世界童軍基金會合作單曲《Fireflies》，該曲音源收入的一部分將用於支持低收入國家的童子軍活動。7月23日，以宣傳大使身份遠赴美國西弗吉尼亞參加由The Summit Bechtel Reserve舉辦的〈第24屆世界童軍慶祝會〉。
7月8日，官方宣布組合時隔10個月將以六人形式回歸。7月26日，公開迷你三輯《We Boom》主打歌〈BOOM〉MV及全專音源。該專輯登上24個國家和地區的iTunes綜合專輯第一名，同時也榮登“iTunes世界專輯榜”一位。
9月12日，作為唯一亞洲歌手入選美國Billboard的〈21 Under 21 2019: Music's Next Generation〉，這是繼去年入選之後第2次上榜，同時更是亞洲歌手首次連續2年入選。
11月15日，以首爾為起點，在獎忠體育館舉辦連續三天的演唱會〈The Dream Show〉，這是組合自出道以來首次舉辦的單獨演唱會。

### 2020年：迷你四輯、Mark回归並取消畢業制、NCT 2020企劃
4月14日，宣布於4月29日以六人形式發行第四張迷你專輯《Reload》回歸，並於結束新專輯活動後，取消NCT DREAM的20歲畢業制，包括既有成員Mark在內，七名成員將用NCT DREAM的構成和隊名以NCT U的形式進行活動。4月29日，公開主打歌〈Ridin'〉MV及全專音源。主打歌音源空降韓國最大音源網Melon實時音源榜第4，之後更一度登上第1，創下當時NCT所有分隊至出道以來的最高紀錄。該專輯同時榮獲iTunes包括美國在內的全球51個國家與地區排名第一，刷新自身紀錄的同時更成為當時NCT的最高紀錄。該專輯在發行前就預售了50萬張，突破自身最高紀錄，同時還獲得了韓國各大專輯銷售網站Hanteo Chart、新娜拉、教保文庫、Hottracks、YES24的周榜冠軍。
5月10日，出演SM娛樂攜手NAVER推出線上付費演唱會〈NCT DREAM LIVE－Beyond the Dream Show〉，成為SM娛樂旗下出演Beyond Live的第三組藝人，全球同步直播。
9月21日，NCT DREAM出現在NCT 2020的企劃預告片《INTERLUDE : RESONANCE》，官宣NCT 2020超大型企划。10日12日，公开《NCT: RESONANCE Pt. 1》全專音源。11月23日，公開《NCT: RESONANCE Pt. 2》全專音源。兩張專輯除了收錄依照歌曲呈現不同成員搭配的聯合隊NCT U的歌曲，同時也收錄了各個分隊的收錄曲，其中包括由NCT DREAM演唱的《무대로 (Déjà Vu;舞代路)》。已毕业成员Mark时隔将近两年正式通过《무대로 (Déjà Vu;舞代路)》正式回歸NCT DREAM，歌曲以七人形式发布。12月27日，隨NCT出演Beyond Live在線演唱會〈NCT：RESONANCE 'Global Wave'〉，吸引了全世界124個國家共20萬余觀眾同時觀看。
11月7日，NCT DREAM连续3年入選美國Billboard的〈21 Under 21 2020: Music's Next Generation〉，同時也是首組亞洲歌手連續3年入選。

### 2021年：正規一輯、三百萬張銷量
1月20日，第三張迷你專輯主打歌〈BOOM〉的MV觀看次數突破一億，成為NCT DREAM首支破億MV，亦為NCT第四支破億MV。
4月17日起，透過YouTube發布真人秀綜藝《7llin' in the DREAM》，該節目為7名成員成年後首次一起參與的旅行綜藝節目。5月5日，NCT DREAM與Smart Study的幼兒品牌Pinkfong合作，在韓國兒童節共同推出人氣兒歌《恐龍ABC》演唱影片。
5月10日，公開首張正規專輯《Hot Sauce》主打歌〈Hot Sauce〉MV及全專音源。這是NCT DREAM出道五年以來首次發行正規專輯，同時去年宣布回歸團體的已畢業成員Mark也將加入這次新專輯的活動。5月16日，專輯在發行一周內達到101萬700張銷量，NCT DREAM正式晉升最年輕的百萬銷量歌手。此前，SM娛樂早在5月9日宣布專輯預售銷量達到171万張。該專輯除了是NCT DREAM出道後首張銷量突破百萬的專輯，更是韓國大眾音樂史上首張突破百萬銷量的首張正規專輯，NCT DREAM同時成為SM娛樂旗下首個初動銷量突破100萬張的團體。5月26日，SM娛樂宣布專輯銷量達到204萬360張，發售僅16天就實現雙百萬的銷量，創造新的紀錄。同時憑藉主打歌〈Hot Sauce〉NCT DREAM成為NCT首支拿下人氣歌謠一位的分隊。6月10日，NCT DREAM首張正規專輯主打歌〈Hot Sauce〉的MV歷經31天觀看次數突破一億，成為NCT DREAM第二支破億MV，亦為NCT第七支破億MV。
6月28日，公開首張改版專輯《Hello Future》主打歌〈Hello Future〉MV及全專音源，專輯首日銷量達52萬張，成為Hanteo音樂榜上史上首張首日銷量突破50萬張。7月4日，專輯首周初動銷量達到68萬1300張，成為史上第二高的首周銷量改版專輯。7月8日，官方宣布團體憑藉首張正規專輯《Hot Sauce》及其改版專輯《Hello Future》，總銷量突破323萬張，登上三百萬銷量的寶座。
12月14日，NCT正規三輯《Universe》发布，其中有NCT DREAM演唱的收录曲《Dreaming》。

### 2022年：正規二輯、二次巡演《THE DREAM SHOW2: In A DREAM》、冬季特別專輯
3月28日，發行第二張正規專輯《Glitch Mode》主打歌〈Glitch Mode〉MV及全專音源。此前，SM娛樂早在3月27日宣布專輯預購銷量達到203萬張。4月3日，專輯在發行一周內達到140萬5100張銷量。此外，儘管在沒有美國經紀、唱片公司宣傳行銷情況下，NCT DREAM憑藉專輯《Glitch Mode》進入「Billboard 200」第50名。主打歌〈Glitch Mode〉的音源首小時48,699收聽空降Melon實時榜2位；Melon日榜和週榜分別取得最高21位和24位的成績，打破自身日榜週榜紀錄，也創下NCT全部歌曲中最高日榜週榜紀錄。
5月30日，發行第二張改版專輯《Beatbox》主打歌〈Beatbox〉MV及全專音源。
6月24日，官方宣布組合即將於7月29日至31日举办《NCT DREAM TOUR 'THE DREAM SHOW2 : In A DREAM'》，連續三天在首爾高尺天空巨蛋開唱。本次的演唱會不僅是組合繼2019年底及2020年初以六人體制舉辦首次巡迴演唱會《NCT DREAM TOUR 'THE DREAM SHOW'》並歷經疫情取消多場演出以來，首度舉辦的現場專場演唱會，也是成員Mark在2020年歸隊後的首個七位成員齊聚的演唱會。然而，成員Mark和仁俊相繼于7月24日和25日確診2019冠狀病毒病，演唱會被迫取消。
9月8日和9月9日，《NCT DREAM TOUR 'THE DREAM SHOW2 : In A DREAM'》在韓國最大演出場地首尔蠶室綜合運動場順利重啟，同時9月9日舉行的末場演出還將藉由Beyond LIVE直播播出。
11月30日，組合首部電影《NCT DREAM THE MOVIE : In A DREAM》全球同步上映。電影中紀錄了今年9月，七位成員在同年9月登上歌手的夢幻殿堂在首尔蠶室綜合運動場所舉辦的第二場演唱會《NCT DREAM TOUR 'THE DREAM SHOW2 : In A DREAM'》及幕後練習、準備的花絮、獨家專訪等珍貴畫面。
12月16日，冬日特別迷你專輯《CANDY》音源發行，其中主打歌〈Candy〉是改編自1996年發行的H.O.T.正規一輯收錄的歌曲《Candy》 。該曲在下午19時音源空降Melon實時3位，隨後達成實時最高1位、TOP100 1位的成績，成為自Melon Top 100改版後,第四首歌曲及既防彈少年團、BIGBANG後第三個男團達成此成績。 17日，〈Candy〉在Melon日榜升至8位，創自身最佳紀錄，也是第一首進入Melon日榜前十的NCT歌曲。18日，〈Candy〉升至韓區Spotify第一名，成為第3個韓國男團達成此成績，也是SM娛樂第一組達成此成績的男子團體。

### 2023年：日本出道、正規三輯
2月8日，發行首張日語單曲〈Best Friend Ever〉，同日Oricon公信榜獲得單曲日榜第1位，2月20日Oricon公信榜獲得單曲週榜第1位。
3月15日，首張改版專輯主打歌〈Hello Future〉的MV觀看次數突破一億，成為NCT DREAM第三支破億MV，亦為NCT第十支破億MV。
6月4日，宣布將於7月17日以正規三輯回歸，並將於6月19日發行先行曲〈Broken Melodies〉。
7月17日，發行第三張正規專輯《ISTJ》主打歌〈ISTJ〉MV及全專音源。
8月28日，参与NCT正规四辑《Golden Age》。

### 2024年：迷你五辑，世界巡演，正规四辑
3月25日，发行第五张迷你专辑《DREAM( )SCAPE》。5月2日，以首尔为首站，开启了组合第三次巡回演唱会《THE DREAM SHOW 3》。
5月10日，Mark发布新曲《200》的Live影片并宣布将于2025年2月发行个人专辑。5月16日，Mark发布数位单曲《200》。
6月5日，發行第二张日語單曲〈Moonlight〉。
8月23日，发行美国单曲《Rains in Heaven》。
11月11日，发行第四张正规专辑《DREAMSCAPE》。
12月16日，Mark发行数位单曲《卧底 (Feat. 李泳知)》。

### 2025年
2月14日，组合参与SMTOWN三十周年纪念专辑《2025 SMTOWN : THE CULTURE, THE FUTURE》，专辑内收录组合于1月11至12日在首尔高尺巨蛋参与的SMTOWN30周年演唱会《SMTOWN LIVE 2025 [THE CULTURE, THE FUTURE]》中翻唱的EXO的歌曲《LOVE ME RIGHT》音源。
3月10日，SM娱乐宣布Mark将于4月7日发行首张个人正规专辑并以个人歌手的身份出道。3月14日，公布专辑名为《The Firstfruit》以及主打曲《1999》，3月19日，发行与楷灿的合作先行曲《+82 Pressin'》。
7月10日，以高尺天空巨蛋为始，开始组合第四次巡演。7月14日，发行正规五辑《Go Back To The Future》，其中收录双主打《CHILLER》《BTTF》。

## 音樂作品
| 韓語 正規專輯 2021年： Hot Sauce / Hello Future 2022年： Glitch Mode / Beatbox 2023年： ISTJ 2024年： DREAMSCAPE 2025年：Go Back To The Future 迷你專輯 2017年： We Young 2018年： We Go Up 2019年： We Boom 2020年：The Dream（于日本发行） 2020年： Reload 2024年：DREAM( )SCAPE 特別專輯 2022年： Candy 單曲專輯 2017年： The First 數位單曲 2016年： Chewing Gum | 日語 單曲 2023年：Best Friend Ever 2024年：Moonlight 英語 單曲 2024年：Rains in Heaven |

## 影視作品

### 电影
- 2022年：《NCT DREAM THE MOVIE : In A DREAM》

### 專屬節目
- 2017年：《NCT LIFE 綜藝修煉會》
- 2019年：《救救我：SAVE NCT DREAM》
- 2020年：《NCT LIFE：DREAM in Wonderland》
- 2021年：《7llin' in the DREAM》
- 2021年：《少年意志訓練營第二季》
- 2022年：《7llin' in our Youth》
- 2024年：《7llin' with DREAM》
- 2025年: 《Back To The 7llin'》

## 出版物

### 写真集
- 2021年：《DREAM A DREAM ver.1》
- 2021年：《DREAM A DREAM ver.2》

### 台历
|     | 台历资料                                                                      |
| --- | ----------------------------------------------------------------------------- |
| 1st | 《NCT DREAM Season's Greetings 2020》 - 发行日期：2019年11月1日 - 语言：韩语  |
| 2nd | 《NCT DREAM Season's Greetings 2021》 - 发行日期：2020年10月30日 - 语言：韩语 |
| 3rd | 《NCT DREAM Season's Greetings 2022》 - 发行日期：2021年11月3日 - 语言：韩语  |
| 4th | 《NCT DREAM Season's Greetings 2023》 - 发行日期：2022年11月9日 - 语言：韩语  |
| 5th | 《NCT DREAM Season's Greetings 2024》 - 发行日期：2023年10月23日 - 语言：韩语 |

## 演唱會及其他演出

### 演唱會
- NCT DREAM SHOW（2018年）
- NCT DREAM TOUR 'THE DREAM SHOW'（2019年－2020年）
- NCT DREAM－Beyond the Dream Show（2020年）
- NCT DREAM TOUR 'THE DREAM SHOW 2'（2022-2023年）
- NCT DREAM TOUR 'THE DREAM SHOW 3'（2024年）
- NCT DREAM TOUR 'THE DREAM SHOW 4'（2025年）

## 獎項

### 韓國主要音樂節目榜單排名
| 主打歌曲排名成績 | 主打歌曲排名成績 | 主打歌曲排名成績      | 主打歌曲排名成績  | 主打歌曲排名成績       | 主打歌曲排名成績 | 主打歌曲排名成績        | 主打歌曲排名成績     | 主打歌曲排名成績 | 主打歌曲排名成績 |
| 专辑/单曲 | 歌曲 | Mnet 《M! Countdown》 | KBS2 《音樂銀行》 | MBC 《Show! 音樂中心》 | SBS 《人氣歌謠》 | MBC M 《Show Champion》 | SBS MTV 《THE SHOW》 | 冠軍 次數        | 備註             |
| 2016年 | 2016年 | 2016年                | 2016年            | 2016年                 | 2016年           | 2016年                  | 2016年               | 2016年           | 2016年           |
| --- | --- | --------------------- | ----------------- | ---------------------- | ---------------- | ----------------------- | -------------------- | ---------------- | ---------------- |
| Chewing Gum | Chewing Gum | 7                     | 49                |                        | 12               | /                       | 3                    | 0                | 出道             |
| 2017年 | |                       |                   |                        |                  |                         |                      |                  |                  |
| The First | My First and Last | 3                     | 13                |                        | 10               | 12                      | [1]                  | 3                | 初一位 渽民缺席  |
| We Young | We Young | 5                     | 24                | 13                     | 23               | 17                      | /                    | 0                | 初一位 渽民缺席  |
| 2018年 | |                       |                   |                        |                  |                         |                      |                  |                  |
| NCT 2018 Empathy | Go | /                     | 34                | /                      | /                | /                       | /                    | 0                |                  |
| We Go Up | We Go Up | 2                     | 2                 | 13                     | 18               | 5                       | /                    | 0                |                  |
| 2019年 | |                       |                   |                        |                  |                         |                      |                  |                  |
| We Boom | BOOM | 2                     | 3                 | 17                     | 15               | 6                       | (1)                  | 2                |                  |
| 2020年 | |                       |                   |                        |                  |                         |                      |                  |                  |
| Reload | Ridin | 2                     | 1                 | 2                      | 4                | 2                       | 無打歌放送           | 1                |                  |
| NCT 2020 : RESONANCE Pt. 1 | 무대로(Déjà Vu;舞代路) | /                     | /                 | 33                     | /                | /                       | 無打歌放送           | 0                |                  |
| 2021年 | |                       |                   |                        |                  |                         |                      |                  |                  |
| Hot Sauce | Hot Sauce | [1]                   | (1)               | 1                      | 1                | 1                       | 無打歌放送           | 8                | 五台冠軍歌曲     |
| Hello Future | Hello Future | (1)                   | 1                 | 1                      | 1                | 1                       | 無打歌放送           | 6                | 五台冠軍歌曲     |
| 2022年 | |                       |                   |                        |                  |                         |                      |                  |                  |
| Glitch Mode | Glitch Mode | 1                     | 1                 | 1                      | 1                | 1                       | 無打歌放送           | 5                | 五台冠軍歌曲     |
| Beatbox | Beatbox | 1                     | 1                 | 1                      | 1                | 1                       | 無打歌放送           | 5                | 五台冠軍歌曲     |
| Candy | Candy | 1                     | 1                 | 2                      | 4                | /                       | 無打歌放送           | 2                | 兩台冠軍歌曲     |
| 2023年 | |                       |                   |                        |                  |                         |                      |                  |                  |
| ISTJ | Broken Melodies | 4                     | 33                | 6                      | 9                | /                       | 無打歌放送           | 0                | 先行曲           |
| ISTJ | ISTJ | 3                     | (1)               | 1                      | 3                | 1                       | 無打歌放送           | 4                | 三台冠軍歌曲     |
| 2024年 | |                       |                   |                        |                  |                         |                      |                  |                  |
| DREAM( )SCAPE | Smoothie | 1                     | 1                 | 1                      | 6                | 1                       | 無打歌放送           | 4                | 四台冠軍歌曲     |
| DREAMSCAPE | When I'm With You | /                     | 1                 | 1                      | 5                | 1                       | 無打歌放送           | 3                | 三台冠軍歌曲     |
| DREAMSCAPE | Flying Kiss | /                     | 10                | /                      | /                | /                       | /                    | 0                |                  |
| 2025年 | |                       |                   |                        |                  |                         |                      |                  |                  |
| Go Back To The Future | BTTF | /                     | 1                 | 1                      | 17               | 2                       | 無打歌放送           | 2                | 兩台冠軍歌曲     |
| Go Back To The Future | CHILLER | 1                     | 25                | /                      | /                | /                       | 無打歌放送           | 1                |                  |
| \| - 「/」表示未有相關資料 - 「*」：打榜中 - 「 」：該段時期未有設立排行榜 - 《Show! 音樂中心》至2017年4月22日開始恢復一位制度 \| - 「(1)」：兩星期冠軍 - 「[1]」：三星期冠軍 - 取得《The Show》、《Show Champion》、《M! Countdown》及《人氣歌謠》三週一位後，排名自動除外 \| | |                       |                   |                        |                  |                         |                      |                  |                  |
| - 「/」表示未有相關資料 - 「*」：打榜中 - 「 」：該段時期未有設立排行榜 - 《Show! 音樂中心》至2017年4月22日開始恢復一位制度 | - 「(1)」：兩星期冠軍 - 「[1]」：三星期冠軍 - 取得《The Show》、《Show Champion》、《M! Countdown》及《人氣歌謠》三週一位後，排名自動除外 |                       |                   |                        |                  |                         |                      |                  |                  |

### 音樂節目獎項
| 年份   | 日期     | 電視頻道 | 節目名稱       | 獲獎歌曲          | 排名 |
| ------ | -------- | -------- | -------------- | ----------------- | ---- |
| 2017年 | 2月14日  | SBS MTV  | The Show       | My First And Last | 1位  |
| 2017年 | 2月21日  | SBS MTV  | The Show       | My First And Last | 1位  |
| 2017年 | 2月28日  | SBS MTV  | The Show       | My First And Last | 1位  |
| 2019年 | 8月6日   | SBS MTV  | The Show       | BOOM              | 1位  |
| 2019年 | 8月20日  | SBS MTV  | The Show       | BOOM              | 1位  |
| 2020年 | 5月8日   | KBS2     | 音樂銀行       | Ridin'            | 1位  |
| 2021年 | 5月19日  | MBC M    | Show Champion  | Hot Sauce         | 1位  |
| 2021年 | 5月20日  | Mnet     | M!Countdown    | Hot Sauce         | 1位  |
| 2021年 | 5月21日  | KBS2     | 音樂銀行       | Hot Sauce         | 1位  |
| 2021年 | 5月22日  | MBC      | Show! 音樂中心 | Hot Sauce         | 1位  |
| 2021年 | 5月23日  | SBS      | 人氣歌謠       | Hot Sauce         | 1位  |
| 2021年 | 5月27日  | Mnet     | M!Countdown    | Hot Sauce         | 1位  |
| 2021年 | 5月28日  | KBS2     | 音樂銀行       | Hot Sauce         | 1位  |
| 2021年 | 6月3日   | Mnet     | M!Countdown    | Hot Sauce         | 1位  |
| 2021年 | 7月8日   | Mnet     | M!Countdown    | Hello Future      | 1位  |
| 2021年 | 7月9日   | KBS2     | 音樂銀行       | Hello Future      | 1位  |
| 2021年 | 7月10日  | MBC      | Show! 音樂中心 | Hello Future      | 1位  |
| 2021年 | 7月11日  | SBS      | 人氣歌謠       | Hello Future      | 1位  |
| 2021年 | 7月14日  | MBC M    | Show Champion  | Hello Future      | 1位  |
| 2021年 | 7月15日  | Mnet     | M!Countdown    | Hello Future      | 1位  |
| 2022年 | 4月6日   | MBC M    | Show Champion  | Glitch Mode       | 1位  |
| 2022年 | 4月7日   | Mnet     | M!Countdown    | Glitch Mode       | 1位  |
| 2022年 | 4月8日   | KBS2     | 音樂銀行       | Glitch Mode       | 1位  |
| 2022年 | 4月9日   | MBC      | Show! 音樂中心 | Glitch Mode       | 1位  |
| 2022年 | 4月10日  | SBS      | 人氣歌謠       | Glitch Mode       | 1位  |
| 2022年 | 6月8日   | MBC M    | Show Champion  | Beatbox           | 1位  |
| 2022年 | 6月9日   | Mnet     | M!Countdown    | Beatbox           | 1位  |
| 2022年 | 6月10日  | KBS2     | 音樂銀行       | Beatbox           | 1位  |
| 2022年 | 6月11日  | MBC      | Show! 音樂中心 | Beatbox           | 1位  |
| 2022年 | 6月12日  | SBS      | 人氣歌謠       | Beatbox           | 1位  |
| 2022年 | 12月29日 | Mnet     | M!Countdown    | Candy             | 1位  |
| 2022年 | 12月30日 | KBS2     | 音樂銀行       | Candy             | 1位  |
| 2023年 | 7月26日  | MBC M    | Show Champion  | ISTJ              | 1位  |
| 2023年 | 7月28日  | KBS2     | 音樂銀行       | ISTJ              | 1位  |
| 2023年 | 7月29日  | MBC      | Show! 音樂中心 | ISTJ              | 1位  |
| 2023年 | 8月4日   | KBS2     | 音樂銀行       | ISTJ              | 1位  |
| 2024年 | 4月3日   | MBC M    | Show Champion  | Smoothie          | 1位  |
| 2024年 | 4月4日   | Mnet     | M!Countdown    | Smoothie          | 1位  |
| 2024年 | 4月5日   | KBS2     | 音樂銀行       | Smoothie          | 1位  |
| 2024年 | 4月6日   | MBC      | Show! 音樂中心 | Smoothie          | 1位  |
| 2024年 | 11月20日 | MBC M    | Show Champion  | When I'm With You | 1位  |
| 2024年 | 11月22日 | KBS2     | 音樂銀行       | When I'm With You | 1位  |
| 2024年 | 11月23日 | MBC      | Show! 音樂中心 | When I'm With You | 1位  |
| 2025年 | 7月25日  | KBS2     | 音樂銀行       | BTTF              | 1位  |
| 2025年 | 7月26日  | MBC      | Show! 音樂中心 | BTTF              | 1位  |
| 2025年 | 8月14日  | Mnet     | M!Countdown    | CHILLER           | 1位  |

| 各台冠軍歌曲獎座統計 | 各台冠軍歌曲獎座統計 | 各台冠軍歌曲獎座統計 | 各台冠軍歌曲獎座統計 | 各台冠軍歌曲獎座統計 | 各台冠軍歌曲獎座統計 |
| Mnet                 | KBS                  | MBC                  | SBS                  | MBC M                | SBS MTV              |
| -------------------- | -------------------- | -------------------- | -------------------- | -------------------- | -------------------- |
| 10                   | 12                   | 8                    | 4                    | 7                    | 5                    |
| 一位總數：46         |                      |                      |                      |                      |                      |

## 备注
1. ↑  中文名字根據官方微博更新。
2. ↑  Mark無官方中文藝名。
3. ↑  Jeno無官方中文藝名。

## 外部連結
| - YouTube上的NCT Dream頻道 - NCT Dream的新浪微博（中文） - NCT Dream的Facebook專頁（）（英文） - NCT Dream的X（前Twitter）（）（英文） - NCT Dream的Instagram帳戶 - NCT Dream（页面存档备份，存于）的V LIVE頻道 - NCT DREAM的哔哩哔哩个人空间 - NCT DREAM （页面存档备份，存于）的抖音 - NCT DREAM的Weverse社区 | 成員個人Instagram - Mark的Instagram帳戶 - 仁俊的Instagram帳戶 - Jeno的Instagram帳戶 - 楷燦的Instagram帳戶 - 渽民的Instagram帳戶 - 辰樂的Instagram帳戶 - 志晟的Instagram帳戶 成員個人微博 - Mark的新浪微博 - 仁俊的新浪微博 - Jeno的新浪微博 - 楷灿的新浪微博 - 渽民的新浪微博 - 辰乐的新浪微博 - 志晟的新浪微博 |